# Gagrella vulcanica
Gagrella vulcanica is een hooiwagen uit de familie Sclerosomatidae.